# Cuthbert Collingwood, I barone Collingwood
Cuthbert Collingwood, I barone Collingwood (Newcastle upon Tyne, 26 settembre 1748 – Mahón, 7 marzo 1810), è stato un ammiraglio britannico, famoso per aver preso parte a fianco di Lord Nelson a numerose battaglie durante le guerre napoleoniche.

## I primi anni
Collingwood nacque a Newcastle-upon-Tyne. Ebbe la sua educazione primaria presso la Royal Grammar School di Newcastle. All'età di undici anni, si arruolò nella marina come volontario, a bordo della HMS Shannon sotto il comando di suo cugino Richard Brathwaite, che si prese cura di assicurargli una perfetta istruzione navale.
Dopo alcuni anni di servizio sotto i Capitani Brathwaine e Robert Roddam, Collingwood partì per Boston nel 1774 con l'Ammiraglio Samuel Graves, dove combatté nella brigata navale britannica nella battaglia di Bunker Hill, e fu successivamente commissionato come Tenente. Nel 1779 Collingwood succedette a Nelson nel comando della HMS Badger, e l'anno successivo ancora Nelson come Post-Captain dell'Hinchinbrook, una piccola fregata.
Nelson era stato il comandante di una fallita spedizione che puntava ad attraversare l'America centrale, tagliando in due i domini coloniali spagnoli, per poi trasferire parte della flotta britannica dall'Oceano Atlantico al Pacifico, navigando lungo il corso del fiume San Juan, per poi passare i laghi Nicaragua e Leon. Nelson si ammalò di febbri malariche e rimase molto debilitato, cosa che lo costrinse ad un ricovero prima di essere promosso ed assegnato ad un vascello più grande. Collingwood lo sostituì così nel comando dell'Hinchinbrook e trasportò i resti della spedizione indietro in Giamaica.

## Il primo comando
Dopo aver comandato un'altra piccola fregata, la HMS Pelican, che affondò per un uragano nel 1781, Collingwood fu promosso al comando della nave di linea 64 cannoni HMS Sampson. Nel 1783 fu assegnato alla HMS Mediator e mandato nelle indie occidentali, dove rimase fino alla fine del 1786, nuovamente insieme a Nelson e al fratello, il capitano Wilfred Collingwood, per prevenire il commercio statunitense con le antille.
Nel 1786 Collingwood ritornò in Inghilterra, dove rimase fino al 1793, con eccezione per un viaggio nelle indie occidentali. In quell'anno fu nominato capitano della HMS Prince, l'ammiraglia del retroammiraglio George Bowyer della Channel Fleet. Il 16 giugno 1791 Collingwood sposò Sarah Blackett, figlia del mercante e politico di Newcastle John Erasmus Blackett e nipote di Robert Roddam (1711–1744) di Hethpoole e Caldburne (da non confondersi col suo precedente comandante Robert Roddam).
Come capitano della Barfleur, Collingwood fu presente al Glorioso Primo di Giugno. A bordo della Excellent partecipò alla battaglia di Capo San Vincenzo nel 1797, facendosi una buona reputazione nella flotta per la sua condotta durante la battaglia. Dopo il blocco navale di Cadice tornò brevemente a Portsmouth per alcune riparazioni. All'inizio del 1799 Collingwood fu promosso retroammiraglio (della squadra bianca il 14 febbraio 1799; della squadra rossa il 1 gennaio 1801) e, issando la sua bandiera sulla Triumph, si unì alla Channel Fleet e navigò nel Mediterraneo, dove erano assemblate le forze principali di Francia e Spagna. Collingwood continuò ad essere attivamente utilizzato per bloccare i porti nemici fino a quando la pace di Amiens non gli permise di tornare in Inghilterra.
Con la ripresa delle ostilità nella primavera del 1803 lasciò casa, per non tornarvi mai più. Inizialmente fu impiegato nel blocco della flotta francese a Brest e nel 1804 fu promosso viceammiraglio (della squadra blu il 23 aprile 1804; della squadra rossa il 9 novembre 1805). Passarono quasi due anni ma poi Napoleone iniziò a pianificare e preparare le truppe per un'invasione della Gran Bretagna, la campagna che avrebbe dovuto decidere il futuro europeo e il dominio sui mari. La flotta francese lasciò Tolone e l'ammiraglio Collingwood ricevette una squadra, con ordini di inseguire i francesi. Le flotte combinate di Francia e Spagna, dopo una navigazione verso le indie occidentali, ritornarono verso Cadice. Sulla strada incontrarono la piccola squadra di Collingwood proprio davanti al porto andaluso. Gli inglesi avevano solo tre navi, ma riuscirono ad evitare di essere ingaggiati, anche se furono inseguiti da 16 vascelli di linea. Prima che più di metà delle navi nemiche fossero entrate in porto, riprese il blocco navale, usando falsi segnali per mascherare la limitatezza delle sue navi. Dopo poco fu raggiunto da Nelson che sperava di riuscire a convincere la flotta ad uscire dal porto e ad ingaggiare uno scontro importante.

## Battaglia di Trafalgar
Articolo principale: Battaglia di Trafalgar
La flotta combinata presa il mare da Cadice nell'ottobre 1805. La battaglia di Trafalgar seguì immediatamente. Villeneuve, l'ammiraglio francese, schierò la sua flotta a forma di mezza luna. La flotta britannica si avvicinò in due linee separate, una condotta da Nelson sulla Victory e l'altra da Collingwood sulla Royal Sovereign. La Royal Sovereign era più veloce, principalmente perché lo scafo era stato ricoperto da poco di un nuovo strato di rame, dandole una carena pulita e più veloce. Essendosi portata considerabilmente più avanti rispetto al resto della flotta, fu la prima nave ad ingaggiare il nemico. "Vedete", disse Nelson, indicando la Royal Sovereign che aveva penetrato il centro della linea nemica, "vedete come il nobile Collingwood comanda la sua nave nella battaglia!" Probabilmente fu nello stesso momento che Collingwood riferì al suo capitano "Cosa darebbe Nelson per essere qui?"
La Royal Sovereign si accostò all'ammiraglia spagnola e sparò le sue bordate con una tale rapidità e precisione alla Santa Ana che la nave spagnola era già sul punto di affondare ancora prima che le altre navi britanniche aprissero il fuoco. Svariate altre navi andarono in soccorso della Santa Ana e circondarono la Royal Sovereign su tutti i lati; la nave inglese, dopo essere stata severamente danneggiata, fu salvata dall'arrivo della squadra britannica, ma rimase inabile a manovrare. Poco dopo la Santa Ana ammainò i suoi colori. Alla morte di Nelson, Collingwood assunse il comando in capo, trasferendo la sua bandiera sulla fregata Euryalus. Sapendo che una forte tempesta era in arrivo, Nelson aveva pensato di ancorare la flotta dopo la battaglia, ma Collingwood decise di non dare questo ordine. Molte navi britanniche e le loro prede erano così malridotte che non sarebbero state in grado di dare ancora e Collingwood si concentrò nel rimorchiare le navi danneggiate. Nella tempesta che seguì molte prede affondarono sulla costa rocciosa e altre furono distrutte per prevenirne la cattura, però nessuna nave inglese fu persa.
Il 9 novembre 1805 Collingwood fu promosso viceammiraglio della squadra rossa e nominato Barone Collingwood, di Caldburne e Hethpool nella contea del Northumberland. Ricevette i ringraziamenti delle camere del parlamento e una pensione annua di 2000 £. Insieme agli altri capitani ed ammiragli ricevette la Naval Gold Medal, la sua terza, dopo quella del Glorioso Primo di Giugno e di Capo San Vincenzo. Solo Nelson e Sir Edward Berry condivisero l'assegnazione di tre medaglie d'oro per il servizio nella guerra contro la Francia.
Quando non era per mare, l'ammiraglio risiedeva nella Collingwood House a Morpeth, situata 15 miglia a nord di Newcastle upon Tyne, e a Chirton Hall, nell'omonimo borgo, oggi nella periferia occidentale di North Shields. Si ricorda che abbia detto "Ogni volta che penso a come potrei essere di nuovo felice i pensieri mi portano indietro a Morpeth."

## La fine della carriera
Tra Trafalgar e la sua morte non furono combattute altre importanti azioni navali e anche se parecchie piccole flotte francesi tentarono di forzare i blocchi inglesi dei porti francesi, una addirittura riuscì due mesi dopo Trafalgar a sbarcare con successo truppe nei caraibi, la maggior parte di queste navi furono inseguite e sottomesse in battaglia. Collingwood era occupato in importanti transazioni politiche e diplomatiche nel Mediterraneo, dove mostrò tatto e giudizio. Nel 1805 fu nominato comandante in capo della Mediterranean Fleet. Richiese di essere rimosso dall'incarico per poter tornare a casa ma il governo aveva bisogno che un ammiraglio con l'esperienza e le capacità di Collingwood rimanesse al comando, sulle basi che la sua patria aveva ancora bisogno dei suoi servizi contro la severa minaccia che continuavano a rappresentare i francesi e i loro alleati. Nel 1809 la sua salute iniziò a peggiorare in maniera allarmante e fu forzato a chiedere di nuovo di poter tornare a casa, desiderio che fu finalmente accolto. Collingwood morì il 7 marzo 1810 a causa di un cancro, a bordo della Ville de Paris, davanti a Mahon, mentre era in viaggio verso l'Inghilterra. Fu posto a riposare di fianco a Nelson nella cripta della cattedrale di St. Paul.

## Valutazione dell'operato
I meriti di Collingwood come ufficiale di marina furono per molti aspetti di prim'ordine. Il suo giudizio politico era eccellente e veniva consultato anche per questioni di politica generale, regolamentazione e perfino commercio. Era contrario alla coscrizione coatta dei marinai e alla fustigazione ed era considerato così gentile e generoso da essere chiamato "padre" dai marinai. Nelson e Collingwood furono amici, a partire dal loro primo incontro in gioventù e fino alla morte di Nelson a Trafalgar, e tutti e due sono inumati nella Cattedrale di St. Paul. Dato che Collingwood morì senza eredi maschi, la sua baronia divenne estinta alla sua morte.
Thackeray considerò non esserci migliore esempio di virtuoso cavaliere cristiano di Collingwood. Dudley Pope riferisce di un aspetto del carattere di Collingwood all'inizio del terzo capitolo del suo Life in Nelson's Navy: "Il capitano Cuthbert Collingwood, che in seguito sarebbe diventato un ammiraglio e secondo in comando di Nelson nella battaglia di Trafalgar, aveva casa a Morpeth, nel Northumberland, e quando era a mezza paga o in licenza amava camminare sulle colline con il suo cane Bounce. Partiva sempre con una manciata di ghiande in tasca e, mentre camminava, piantava le ghiande nel terreno ovunque vedesse uno spazio buono per far crescere una quercia. Alcune di queste querce stanno ancora crescendo, più di un secolo e mezzo dopo, pronte per essere tagliate per costruire vascelli di linea, in un tempo dove i sottomarini nucleari ormai pattugliano i mari, perché l'idea di Collingwood era di accertarsi che la Royal Navy non avrebbe mai avuto carenza di rovere per costruire navi da cui dipendeva la sicurezza della nazione." Una volta Collingwood scrisse alla moglie che avrebbe preferito che il suo corpo fosse stato usato per le difese marittime britanniche piuttosto che ricevere un funerale cerimoniale in pompa magna.
Il marinaio Robert Hay, che servì con Collingwood, scrisse che "Lui e il suo cane Bounce erano conosciuti da ogni membro dell'equipaggio. Quanto attento era alla salute, al comfort e alla felicità del suo equipaggio! Un uomo che non era felice sotto il suo comando on lo sarebbe stato da nessun'altra parte. Un suo sguardo di dispiacere era come una dozzina di qualsiasi altro uomo sulla passerella" e che "un marinaio migliore, un amico migliore dei marinai, un difensore più zelante dell'onore e dei diritti della partia non ha mai calpestato un cassero."

## Descrizioni

### Letteratura
Letitia Elizabeth Landon celebra l'ammiraglio nel suo poema "Admiral Lord Collingwood" nel Fisher's Drawing Room Scrap Book del 1833.
Collingwood è romanzato nel personaggio dell'ammiraglio Sir John Thornton nel libro di Patrick O'Brian Duello nel Mar Ionio.

### Monumenti
La Maritime Warfare School della Royal Navy è attiva come HMS Collingwood, sito di addestramento bellico, di progettazione di armi e di comunicazione.
La città canadese di Collingwood (in Ontario, sulla Georgian Bay), il quartiere di Collingwood a Melbourne, la città di Collingwood in Nuova Zelanda e il Canale di Collingwood (un'entrata alla Baia di Howe, vicino a Vancouver, nella Columbia Britannica) sono tutti chiamati in suo nome.
Il Collingwood Monument, in suo onore, si erge sulla sponda del fiume Tyne a Tynemouth. La statua scolpita da John Graham Lough è un monumento classificato di grado II ed è posta su un piedistallo progettato da John Dobson. I quattro cannoni sui muri che fiancheggiano i gradini alla base provengono dalla sua ammiraglia nella battaglia di Trafalgar, la HMS Royal Sovereign.
Una delle quattro case nella scuola frequentata da Collingwood, la Royal Grammar School di Newcastle, porta il suo nome. Una delle cinque case del Churcher's College porta il suo nome, come anche una delle undici della Royal Hospital School e, dal 2013, una delle tre scuole secondarie all'interno della Excelsior Academy di Newcastle.
Il marzo 2010 vide il 200º anniversario della morte di Collingwood e furono per l'occasione organizzati alcuni eventi a Tyneside, Morpeth e Minorca.
La residenza di Collingwood a Es Castell, vicino a Mahon, è oggi un hotel con una collezione di oggetti collegati alla sua permanenza sull'isola spagnola.
Tra il 1978 e il 1992 la locomotiva 50005 di British Rail fu chiamata Collingwood. Nel novembre 2005 la English, Welsh & Scottish battezzò la locomotiva 90020 Collingwood alla stazione di Newcastle.